# Kanton Le Poiré-sur-Vie
Le Poiré-sur-Vie is een voormalig kanton van het departement Vendée in Frankrijk. Het kanton maakte deel uit van het arrondissement La Roche-sur-Yon. Het werd opgeheven bij decreet van 17 februari 2014 met uitwerking op 22 maart 2015. De gemeenten werden opgenomen in het nieuwe kanton Aizenay.

## Gemeenten
Het kanton Le Poiré-sur-Vie omvatte de volgende gemeenten:
- Aizenay
- Beaufou
- Belleville-sur-Vie
- La Génétouze
- Les Lucs-sur-Boulogne
- Le Poiré-sur-Vie (hoofdplaats)
- Saint-Denis-la-Chevasse
- Saligny